# Multipleks telewizyjny
Multipleks telewizyjny, multipleks telewizji cyfrowej, multipleks cyfrowy, multipleks naziemnej telewizji cyfrowej, multipleks DVB-T, multipleks DVB-T2 (w skrócie MUX lub MX z ang. multiplex) – pakiet kanałów telewizyjnych, radiowych i dodatkowych usług jednocześnie transmitowanych cyfrowo (multipleksowanych) do odbiorcy w jednym kanale częstotliwości.
Multipleks to inaczej zespolony strumień danych cyfrowych składających się z co najmniej dwóch strumieni danych. Multipleks może zawierać w sobie dane: o programach radiowych, telewizyjnych, dostępu warunkowego i usługach dodatkowych (np. EPG – Electronic Program Guide, MHP – Multimedia Home Platform), mieszczących się w określonym kanale telewizyjnym.
Multipleks to paczka (pakiet, bukiet) programów radiowych i telewizyjnych oraz danych towarzyszących (dokładniej jest to strumień danych cyfrowych tworzonych z kodowania treści audiowizualnych oraz danych dotyczących elektronicznego przewodnika po programach, systemu dostępu warunkowego lub usług dodatkowych).

## Zasada działania
Operator multipleksu, posiadający koncesję, odbiera strumienie danych (programy i usługi) od ich nadawców, łączy je w jeden pakiet i emituje.

## Ujęcie prawne
W 2011 r. pojęcie multipleksu zostało wprowadzone do Prawa telekomunikacyjnego, przede wszystkim w związku z wdrażaniem w Polsce naziemnej telewizji cyfrowej. W art. 2 pkt 20a Prawa telekomunikacyjnego multipleks został zdefiniowany jako "zespolony strumień danych cyfrowych, składający się z dwóch lub więcej strumieni utworzonych z danych wchodzących w skład treści programów radiofonicznych lub telewizyjnych, oraz danych dodatkowych, obejmujących w szczególności dane związane z systemem dostępu warunkowego lub usługami dodatkowymi".